# Letizia Moratti

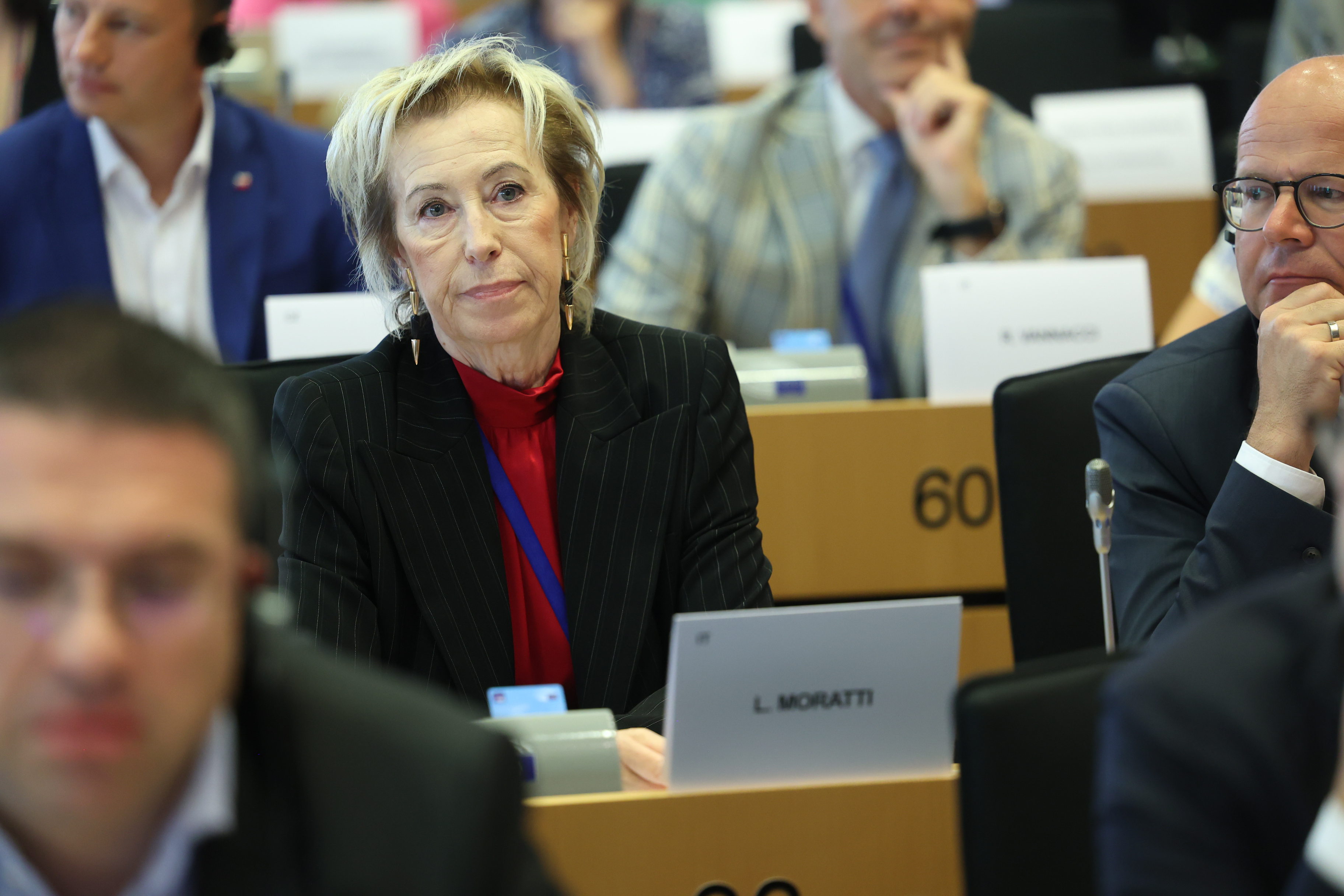
Letizia Moratti (2024)

Letizia Moratti (* 26. November 1949 in Mailand als Letizia Brichetto Arnaboldi) ist eine italienische Unternehmerin und Politikerin. Von 2001 bis 2006 war sie Ministerin für Bildung, Hochschule und Forschung in den Kabinetten Berlusconi II und Berlusconi III. Von 2006 bis 2011 war sie Oberbürgermeisterin der Stadt Mailand.

## Leben und Beruf
Letizia Morattis Vater Paolo Brichetto war Partisan der italienischen Widerstandsbewegung im Zweiten Weltkrieg und wurde mit seiner Frau Paola im Konzentrationslager Dachau interniert.
Nach dem Besuch der privat geführten Mädchenschule „Collegio delle Fanciulle“ in Mailand studierte Moratti Politikwissenschaften an der Universität Mailand und schloss ihr Studium 1972 mit einem Diplom (laurea) ab. Anschließend war sie an ihrer Hochschule als Assistentin für Europarecht tätig.
Moratti ist eine europaweit anerkannte Unternehmerin in den Bereichen Finanzen, Versicherung, Risikomanagement sowie Kommunikation und Massenmedien. Sie ist Mehrheitsaktionärin der Investitionsgesellschaft Syntek Capital Group. 1994 bis 1996 war sie Präsidentin der italienischen öffentlich-rechtlichen Rundfunk- und Fernsehanstalt RAI. Anschließend übernahm sie die Versicherungsbrokinggruppe Nikols, die bald unter ihrer Führung zum italienischen Marktführer wurde. 1998 wurde Moratti Vorstandsvorsitzende (CEO) von News Corp. Europe, dem europäischen Ableger von Rupert Murdochs Mediengruppe. Sie war in erster Linie für die Entwicklung des italienischen Kabelfernsehen Stream und des deutschen Senders TM3 zuständig. Sie ist Gründerin der im Medien- und Kommunikationsbereich aktiven Investitionsgesellschaft GoldenEgg.
2015 gründete sie die private Entwicklungshilfeorganisation E4Impact Foundation, die den Aufbau einer jungen Unternehmergeneration in Afrika zum Ziel hat. 2016 wurde sie Vorstandsvorsitzende von UBI Banca, 2019 übernahm sie den Vorsitz im Aufsichtsrat der Bank. Den Posten hatte sie bis Ende 2020 inne.

### Familie
Letizia Moratti war mit dem 2018 verstorbenen Unternehmer Gian Marco Moratti verheiratet und ist Mutter von zwei Kindern, Gabriele und Giada. Ihr Schwager Massimo Moratti war Präsident des Fußballklubs Inter Mailand. Massimos Ehefrau Milly Moratti ist ebenfalls in Mailand politisch aktiv. 2001 war sie Spitzenkandidatin der Mailänder Grünen für das Bürgermeisteramt. 2006 wurde Milly Moratti erneut als freie Kandidatin in einer Bürgerliste, die Letizia Morattis Herausforderer Bruno Ferrante unterstützte, in den Stadtrat gewählt.

## Politische Karriere
Am 11. Juni 2001 wurde Letizia Moratti zur italienischen Ministerin für Bildung, Hochschulen und Forschung in den Kabinetten Berlusconi II und III. Während ihrer Amtszeit setzte sie eine Reform des italienischen Schulsystems durch.
2006 trat sie als Bürgermeisterkandidatin an den Kommunalwahlen in Mailand an. Sie wurde von zwei Bürgerlisten unterstützt, wovon eine ausschließlich aus Jugendlichen bestand, sowie den Parteien Forza Italia, Alleanza Nazionale, Lega Nord, Unione dei Democratici Cristiani e Democratici di Centro, sowie einigen kleineren Parteien. Am 30. Mai 2006 wurde sie mit 52 % der Stimmen schon im ersten Wahlgang zur Bürgermeisterin der zweitgrößten Stadt Italiens gewählt.
Als Bürgermeisterin eröffnete sie mit der italienischen Nationalregierung, der lombardischen Regionalregierung, sowie der Exekutive der Provinz Mailand den Verhandlungstisch Mailand (Tavolo Milano), um gemeinsame Lösungen für die Entwicklung der Metropole zu finden. Darüber hinaus war sie Promotorin der erfolgreichen Kandidatur Mailands für die Organisation der Expo 2015.
Letizia Moratti ist als Bürgerin in der Drogenbekämpfung engagiert. Sie war einst im Steuerungskomitee der NGO Rainbow International Association Against Drugs und ist seit März 2007 Botschafterin des United Nations Drug Control Program.
2007 stieß sie aufgrund von Zensurbestrebungen in der bildenden Kunst auf Widerspruch. Zu einer Ausstellung über Homosexualität in der Kunst urteilte sie: «La mostra "Vade retro" feriva chi ha dei valori. La raffinatezza, il gusto e la sensibilità degli omosessuali non affioravano. Erano solo brutte immagini, abbiamo cercato di rimediarla ma il vizio era nell´origine» ("Die Ausstellung "Vade retro" verletzte denjenigen, der Werte hochhält. Die Raffinesse, der Geschmack und die Sensibilität von Homosexuellen kamen nicht ans Licht. Es waren nur hässliche Bilder, wir haben versucht dem beizukommen, aber der Fehler bestand von Anfang an.") Mehrere, angeblich blasphemische Bilder sollten aus der Ausstellung entfernt werden.
Kulturstadtrat Vittorio Sgarbi sagte die Veranstaltung ab, die nun in Neapel stattfinden wird. Er erklärte, er sei nicht bereit, sich der Zensur „der Klosterversammlung unter Leitung der Ordensschwester Letizia“ zu beugen.
Bei den Kommunalwahlen Ende Mai 2011 verlor Letizia Moratti die Wiederwahl zur Bürgermeisterin als Kandidatin der Partei Popolo della Libertà (PdL) gegen den linksgerichteten Kandidaten Giuliano Pisapia. Pisapia errang demnach 55,1 Prozent, Amtsinhaberin Moratti bekam 44,9 Prozent der Stimmen.
Nach der Wahlniederlage trat sie aus der Partei aus. Im Januar 2012 gab sie ihren Sitz im Stadtrat auf und zog sich aus der Politik zurück. 2018 wurde sie in letzter Instanz wegen Verstößen gegen das Verwaltungsrecht in ihrer Amtszeit als Bürgermeisterin zu einer sechsstelligen Geldstrafe verurteilt. Nach neunjähriger politischer Pause übernahm sie Anfang Januar 2021 das Amt des Vizepräsidenten des Regionalrats der Lombardei an der Seite von Attilio Fontana sowie den Posten des zurückgetretenen Assessors für Gesundheit.
Bei den Wahlen zum Amt des Staatspräsidenten im Januar 2022 wurde sie nach dem Kandidaturverzicht von Silvio Berlusconi von den Mitte-Rechts-Parteien Forza Italia, Lega und Fratelli d’Italia als Nachfolgerin von Sergio Mattarella vorgeschlagen.

## Ehrungen
2010 wurde ihr der japanische mehrfarbige Orden der Aufgehenden Sonne am Band verliehen.